# Pallavicini György
Idősebb őrgróf Pallavicini György Mária Arthúr József Ede István Gusztáv Károly (Budapest, 1881. december 5. – Budapest, 1946. január 4.) magyar nagybirtokos, legitimista politikus, az Aranygyapjas rend lovagja, királyi kamarás, dunántúli főkormánybiztos, tartalékos huszárkapitány, 1916-től a Magyar Labdarúgó-szövetség elnöke.

## Családja és származása
Az ősrégi főnemesi származású őrgróf Pallavicini család sarja. Apja őrgróf Pallavicini Ede (1845–1914) közgazdász és politikus, a főrendi ház tagja, anyja székhelyi Majláth Etelka (1853–1936) csillagkeresztes és palotahölgy volt. Apai nagyszülei őrgróf Pallavicini Arthur (1810–1872), császár és királyi aranykulcsos, a 7. huszárezred kapitánya, és gróf Spaur Teréz (1818-1902) csillagkeresztes hölgy voltak. Anyai nagyszülei székhelyi gróf Mailáth György (1818–1883) országbíró, és báró Stephanie Hilleprand von Prandau (1832–1914) voltak.

## Életpályája
1906-tól 1918-ig, majd 1920-tól 1926-ig, végül 1931-től 1935-ig országgyűlési képviselő volt. Az Esterházy-kormányban miniszterelnökségi államtitkár volt. Először az Országos Alkotmánypárt programjával jutott be a parlamentbe. Pártja átalakulásakor (ami egyben megszűnését is jelentette) nem követte párttársait a Nemzeti Munkapártba, pártonkívüliként politizált tovább. A Tanácsköztársaság idején Bécsben tagja volt az ellenforradalmi Antibolsevista Comiténak.
A kommün bukása után dunántúli főkormánybiztos lett. Később a Keresztény Nemzeti Egyesülés Pártjához, majd ebből kiválva, 1922 elején az Andrássy-Friedrich-féle párthoz (Keresztény Nemzeti Párt) csatlakozott. Végül azt is otthagyta, és utolsó parlamenti ciklusát pártonkívüliként töltötte. A frankhamisítási botrány perében tett tanúvallomásában élesen támadta a Bethlen-kormányt, ami egyfelől nagy feltűnést keltett, másfelől pedig magára vonta a hatóságok rosszindulatát. Ennek következtében az 1926-os választásokon alulmaradt, és legközelebb csak 1931-ben jutott be ismét (és utoljára) a parlamentbe a dombóvári körzetben az Egységes Párti, akkor kereskedelmi államtitkár (később miniszterelnök) Kállay Miklóssal szemben. A két világháború közti korszakban többször támadta meg a kormányt, és a legitimista elveket védte. Belső baráti köréhez tartozott gróf Sigray Antal és dr. boldogfai Farkas Tibor politikusok. A második világháború alatt Hitler-ellenes állásponton volt.
1946. január 4-én Budapesten hunyt el.

## Házassága és leszármazottjai
1911. január 30-án kötött házasságot csíkszentkirályi és krasznahorkai Andrássy Borbála (Budapest, 1890. január 9. – Montréal, Kanada 1968. augusztus 18.) grófnővel; a menyasszony szülei gróf csíkszentkirályi és krasznahorkai Andrássy Tivadar (1857–1905), nagybirtokos, politikus, országgyűlési képviselő, valamint gróf zicsi és vázsonykői Zichy Eleonóra (1867–1945) voltak. Az apai nagyszülei idősebb gróf csíkszentkirályi és krasznahorkai Andrássy Gyula a Magyar Királyság miniszterelnöke, és gróf malomvízi Kendeffy Katinka (1830–1896) voltak. Anyai nagyszülei gróf zicsi és vázsonykői Zichy Rezső (1833–1893), Abaúj-Torna, Kassa, Eperjes, Bártfa és Kis-Szeben főispánja, a Főrendiház tagja nagybirtokos, és gróf pécsújfalusi Péchy Jacqueline (1846–1915) voltak. Pallavicini György őrgróf és Andrássy Borbála grófnő frigyéből gyermek született:
- őrgróf Pálinkás-Pallavicini Antal (Budapest, 1922. július 30. – Budapest, 1957. december 10.), honvéd őrnagy, az 1956-os forradalom kivégzett mártírja. Felesége: Székely Judit (Budapest, 1924. február 23.–Budapest, 1999. szeptember 7.)
- őrgróf Pallavicini György Ede Tiszadob, 1912. július 11.–Voszturallag, 4. sz. Juzsnaja tábor, Szovjetunió, 1948. május 27.)
- őrgróf Pallavicini Ede Géza (Budapest, 1916. december 26.–2005. december 23., Vancouver) máltai lovag. Hitvese: báró aranyi és szentgerlistyei Gerliczy Ilona Mária (Budapest, 1921. szeptember 2.–Vancouver, 2007. január 10.) Gyermekük:
- őrgróf Pallavicini Thyra (Theodora Victoria) (Balatonberény, 1914. július 25.–Ivrea, 2017. november 22.). 1.f.: gróf tolnai Festetics Miklós Sándor (Versailles, Franciaország, 1912. december 3.–Brüsszel, 1971. július 3.). 2.f.: Dóra Sándor (Budapest, 1905. február 25.)

Legidősebb fiát, Györgyöt az ÁVO kihallgatásra idézte be, ahonnan a szovjet titkosszolgálat Szibériába hurcolta, ahol 1948-ben elhunyt. Antal nevű fia viszont belépett a Magyar Néphadseregbe, és a rétsági páncélosezred tisztjeként az 1956-os forradalom során kiszabadította Mindszenty József hercegprímást házi őrizetéből, amiért a forradalom leverése után kivégezték.

## Az MLSZ elnökeként
1916-ban a Magyar Labdarúgó-szövetség elnökévé választották, amiről még abban az évben lemondott. Ennek oka, hogy Schlosser Imre álamatőrségének bírósági ügye felmentéssel zárult. Tevékenységének idejére jellemző volt a szövetségi pártmozgalmak – klubok egymást közt, valamint a szövetséggel politizáltak – felerősödése. Folyamatos problémát okozott az amatőr és az álamatőrség (profi) tényszerűségének rögzítése. Bevezették a Hadi Kupa rendszerét és kibontakozott az első világháború jelentős hatása a labdarúgás fejlődésére.